# Mount Steinfeld
Mount Steinfeld ist ein 685 m hoher Berg im westantarktischen Marie-Byrd-Land. Er ragt am westlichen Ende eines vereisten Gebirgskamms an der Verbindung zwischen Hull- und Kirkpatrick-Gletscher auf.
Der United States Geological Survey kartierte ihn anhand eigener Vermessungen und mithilfe von Luftaufnahmen der United States Navy aus den Jahren von 1959 bis 1965. Das Advisory Committee on Antarctic Names benannte ihn 1966 nach Edward F. Steinfeld Jr., Meteorologe im Rahmen des United States Antarctic Research Program auf der Byrd-Station im Jahr 1962.